# 双井街道 (北京市)
双井街道是北京市朝阳区中南部的一个街道办事处。
东起北京四环路，西与东城区相接，北临通惠河，南至劲松大街。三环路、广渠门外大街分别为为境内南北、东西方向的主要街道。面积5.1平方公里，常住人口7万人。

## 名称
《朝阳地名史话》称双井因金代皇家鹿园内有两口“东西相距丈余”的水井而得名，另有说法称双井是一口较大的井，因井口上方铺设开有两个口的石板而称“双口井”，后简称双井。

## 下辖社区
双井街道目前下辖社区有：
- 双花园社区
- 广外南社区
- 广泉社区
- 广和里社区
- 垂西社区
- 垂东社区
- 九龙社区
- 大望社区
- 九龙南社区

## 地名列表
- 双井
- 双井桥（东三环）
- 双花园
- 广渠门外大街
- 广和里
- 垂杨柳
- 九龙山
- 大望路